# 황여헌
황여헌(黃汝獻, 1486년 ~ ？)은 조선 초기의 문신이다. 자는 헌지, 호는 유촌, 본관은 장수이다. 황희의 5세손이다.
중종 때 문과에 급제하여 이조참의·울산군수 등을 지냈다. 문장과 글씨에 뛰어났는데, 소세양·정사룡 등과 어깨를 겨룰 정도로 당시 이름이 높았다. 그가 지은 <죽지사>는 명나라 사람들에게까지 격찬을 받았다. 저서로 <유촌집>이 있다.

## 같이 보기
- 황희
- 황수신
- 황치신
- 한호
- 소세양